# Abschied von der Spaßpädagogik
Abschied von der Spaßpädagogik: Für einen Kurswechsel in der Erziehung ist ein 2003 in München erschienenes Erziehungsbuch des Pädagogen Albert Wunsch.
Ausgehend von Erziehungsproblemen wie Defiziten in den Bereichen der Selbstregulation, des Belohnungsaufschubs, der Resilienz, der Selbstwirksamkeitserwartung und der intrinsischen Motivation, die in westlichen Gesellschaften nach Ansicht des Autors heute weithin verbreitet sind und im Mittelpunkt des gesellschaftlichen Erziehungsdiskurses stehen, entwickelt der Autor in diesem Buch seine persönliche Philosophie zur Charaktererziehung. Während andere Autoren für die aufgeführten Probleme meist ungünstige wirtschaftliche oder soziokulturelle Verhältnisse, mangelndes Wissen über Erziehung oder schlicht individuelle menschliche Schwächen verantwortlich gemacht haben, entwirft Albert Wunsch hier stattdessen eine umfassende Kritik an der hedonistischen, von echtem Lebenssinn entleerten Gesellschaft und an einem Sozialstaat, der den Bürger in Unmündigkeit halte. Er benennt Ursachen und Schuldige und stellt Lösungsvorschläge zur Diskussion.

## Inhalt

### Gesellschafts- und Erziehungskritik
In den ersten beiden Abschnitten des Buches, die die Titel „Feststellungen“ und „Ursachen“ tragen, präsentiert Wunsch dem Leser ein Panoptikum aktueller deutscher Gesellschafts- und Erziehungsmissstände und bezeichnet die Personengruppen, die dafür seinem Urteil nach die Verantwortung tragen.
Unter Verweis auf Horst W. Opaschowski benennt er als Grundübel erstens die aus der „Sattheit“, dem „Über-Versorgtsein“ entspringende hedonistische Grundeinstellung einer Spaßgesellschaft, in der die eigene Person, der eigene materielle Vorteil und billiges, schnelles Vergnügen höher bewertet werden als der Mitmensch; zweitens die Versorgungsmentalität der Bürger eines reichen Landes, die vom Sozialstaat auch dann noch alimentiert werden wollen, wenn sie durchaus in der Lage wären, für sich selbst zu sorgen. Zu den Konsequenzen der Genusssucht und der „überzogenen Ich-Bezogenheit“ zählen Übergewicht, Überschuldung, Abhängigkeit,  Prostitution, „Körperkult“, bizarre Amüsements wie das Speed-Dating, scheiternde Partnerschaften, psychische Störungen und „Wohlstandskrankheiten“ wie Depressionen und Angst. Die Über-Alimentierung der Bürger führe zu „Leistungsverweigerung“, zum „Leistungsabzocken“, zu einem Mangel an Selbstverantwortlichkeit und dazu, dass sich „immer mehr Asoziale aufs Nehmen konzentrieren“ und dass das soziale Netz „als Verweil-Hängematte oder Spaß-Trampolin missbraucht“ werde. Bei aller Bespaßung und materiellen Sorglosigkeit seien die Menschen innerlich leer und mit sich selbst profund unzufrieden, was Wunsch neben dem Faktor Egoismus als die Hauptursache dafür angibt, dass sie mit anderen Menschen in Konflikt geraten: in der Partnerschaft, in der Familie, am Arbeitsplatz, auf nationaler Ebene sogar bis hin zum Krieg. Das notdürftige Übertünchen des seelischen Ausgebranntseins durch immer neue Amüsierformen vergleicht Wunsch mit den „Pestorgien“, die im Mittelalter in der Endzeitstimmung des Schwarzen Todes gefeiert worden seien. Die Gesellschaft zahle für ihre Hybris bereits jetzt einen hohen Preis, und Wunsch sieht ihren Untergang vorher, wobei er weder Verweise auf Oswald Spenglers Werk Der Untergang des Abendlandes und auf Ulrich Becks Kritik an der Risikogesellschaft noch einen Vergleich mit dem Untergang des Römischen Reiches scheut.
Als Urheber der aufgeführten Missstände benennt Wunsch:
- Die Werbepsychologen und Medien, die „Konsumattacken“ gegen den Verbraucher führen.[14]
- Den Sozialstaat, der die Selbstverantwortlichkeit seiner Bürger nicht fördere, sondern behindere und „asoziales Verhalten“ geradezu produziere.[15] Um „notwendige Reformen“ zu vermeiden, stelle er Menschen mit „fürsorgenden Maßnahmen“ ruhig.[16]

Dramatische Spuren hinterlasse diese gesellschaftliche Situation im Erziehungsergebnis. Beipflichtend zitiert Wunsch den Bildungskritiker Dietrich Schwanitz, der heutige Schüler als eine „Horde lernunwilliger, ungezogener, an Fernsehunterhaltung gewöhnter Bestien“ bezeichnet hat. Er selbst schreibt: „Die Köpfe sind mit Unrat voll, der Blick ist leer, der Verstand bleibt unterentwickelt, die Zukunft ist düster.“ Die junge Generation sei hedonistisch, konsumorientiert, egoistisch, „unkonzentriert und schlaff“, unkreativ, unselbstständig, unmotiviert und unfähig zum Bedürfnisaufschub und zur Entwicklung langfristiger Vorhaben. Sie fliehe die Realität und meide die Verantwortung, stelle aber hohe Ansprüche an andere. Die jungen Menschen seien nicht belastbar, was häufige Ausbildungs- und Studienabbrüche zur Folge habe. Wenn die Selbstverantwortung überdies gering und das Anspruchsdenken hoch sei, führe dies oft in ein Leben mit Sozialhilfe.
Als Hauptverursacher benennt Wunsch:
- Die Eltern, denen ihre Karriere und „Konsumteilhabe“ wichtiger sei als das Kindesinteresse. Das Kind werde als „Störfall“ empfunden und leichtfertig in die außerhäusliche Tagesbetreuung „entsorgt“.[23] Dass das nicht im Interesse des Kindes sei, könne man bereits daran sehen, dass Kinder gar nicht außerhäuslich betreut werden wollen.[24] Aus einem „fehlgeleiteten Versorgungsinstinkt“ verhätscheln und entmündigen sie das Kind andererseits, setzen ihm keine Grenzen, ersparen ihm Herausforderungen, vermitteln ihm eine überzogene Anspruchshaltung und führen es „konsequent in die Unfähigkeit“, anstatt es aufs Leben und die Selbstständigkeit vorzubereiten.[25] „Gleichgültigkeit, Eigensucht, faule Kompromisse und Inkonsequenz prägen den Umgang mit Kindern.“[26]
- Die Schule, die nicht erziehe, sondern nur Wissen vermittle und mit ihrer „trockenen Stoffvermittlung“ jedes Lerninteresse vernichte.[27]

### Gegenentwurf
Viele forschungsorientierte Psychologen und Erziehungswissenschaftler, darunter Daniel Goleman, Gerald Hüther, Lynn A. Karoly und James H. Bigelow (RAND Corporation), sind heute davon überzeugt, dass Kinder – und zwar insbesondere Kinder aus ungünstigen soziokulturellen Verhältnissen ‒ erheblich davon profitieren, wenn sie nicht ausschließlich von den Eltern bzw. in der Schule erzogen werden, sondern zusätzliche professionelle Förderung erhalten, sei dies im Rahmen der Frühpädagogik guter Kinderkrippen und Vorschulen oder in Programmen zur emotionalen Bildung. Wunsch dagegen sieht den Königsweg zur Behebung der oben skizzierten Probleme in einer verstärkten Anstrengung der Familien, Kinder aus eigener Kraft zu erziehen, wobei er vor allem die Mütter fordert, da diese „aufgrund ihrer biologisch-kulturellen Historie“ für die Erziehungs- und Familienarbeit besser geeignet seien als die Männer. Um Einkommensbenachteiligungen auszugleichen, schlägt er – neben einer Berücksichtigung von Erziehungszeiten bei der Renten- und Pflegeversicherung – eine staatliche Bezuschussung der Hausfrauenarbeit vor, wobei dieses „Erziehungsgehalt“ jedoch nur dann in voller Höhe ausgezahlt werden soll, wenn die Eltern Fortbildungen besuchen und ein „Erziehungszertifikat“ nachweisen. Eher als das traditionelle Ernährermodell schweben dem Autor freilich Familien mit zwei in Teilzeit arbeitenden Eltern vor; darum fordert er nicht nur eine Verbesserung der Vormittagskindergärten, sondern möchte auch die Arbeitgeber in die Pflicht nehmen, die Vätern und Müttern flexiblere Arbeitszeiten und einen erleichterten Wiedereinstieg in den Beruf ermöglichen sollen.
Das größte Problem der Schulen – neben einer mangelnden „Lernkultur“ und einer unzureichenden Zusammenarbeit mit den Eltern – sieht Wunsch darin, dass sie es nicht verstehen, die Schüler zum Lernen zu motivieren. Von ihnen fordert er darum „eine radikale Reduzierung trockener Stoffvermittlung“ und eine „größere Lebensbezogenheit von Lernvorgängen“.
Das positive Erziehungskonzept, das Wunsch in diesem Buch entwickelt und das er als „Persönlichkeitsbildung“ bezeichnet, läuft auf eine Charaktererziehung hinaus, bezieht seine Anregungen aber aus so heterogenen Ressourcen wie dem Christentum, Alfred Adlers und Rudolf Dreikurs’ Individualpsychologie und Hans Jonas’ Verantwortungsphilosophie. Als Ziel der Erziehung nennt er – ebenso wie zwei Jahre zuvor Wendy Mogel – die Fähigkeit des heranwachsenden Menschen, sein Elternhaus zu verlassen und ein selbstständiges Leben zu führen. Die Kompetenzen, die er durch Erziehung entwickeln möchte, stellen eine eklektische Mischung von Desideraten aus der jüdisch-christlichen Tradition (Selbstlosigkeit, Hilfsbereitschaft), der Psychologie der emotionalen Intelligenz („Selbststeuerungsfähigkeit“, „Bedürfnisaufschub“, „personale und soziale Kompetenz“) und der modernen amerikanischen Charaktersoziologie („Adaptationsfähigkeit“, „Resistenzfähigkeit“, „Fleiß“, „Risikobereitschaft“) dar. Während Wendy Mogel als Erziehungsziel einen moralischen, gesellschaftlich wertvollen Menschen im Sinn hat, hält Wunsch es eher mit der Positiven Psychologie und gibt als letztes Ziel von Erziehung die Lebenszufriedenheit an. Das How-to, die Anleitung, die Wunsch für eine solche Charaktererziehung anbietet, nimmt in dem Buch relativ schmalen Raum ein und beschränkt sich auf allgemeine Ratschläge. So empfiehlt er Eltern eine „wohlwollende“ Einstellung zum Kind und einen autoritativen Erziehungsstil. Die Erziehung müsse durch Konsequenz geprägt sein, Eltern sollen für ihre Kinder ansprechbar und präsent sein, ihnen ein gutes Vorbild geben und sie ein angemessenes Sozialverhalten lehren, den kindlichen Medienkonsum beschränken, Kinder zu Anstrengungen, zur Mithilfe im Haushalt und zur Erkundung der Welt ermutigen.

## Erscheinen und Rezeption
Das Buch erschien in erster Auflage am 13. Februar 2003. Bis 2009 folgten fünf weitere Auflagen.
Die Aufnahme des Buches in der Presse war überwiegend positiv. Die Sozialpädagogin Claudia Haider hatte lediglich die Tendenz des Autors zu beanstanden, Mütter stärker in die Pflicht zu nehmen als Väter. Frank Müller von literaturkritik.de stieß sich zwar etwas an Wunschs „Idiosynkrasie gegenüber Leistungsverweigerung, Anspruchsdenken und Überfluss“, lobte aber seine an Adler geschulte Psychologie der Verwöhnung. In der linken Tageszeitung Junge Welt warf Anja Röhl dem Buch grobe Polemik vor.

## Kontext der Entstehung und der Rezeption
Das Buch erschien zu einem Zeitpunkt, zu dem in der deutschen Öffentlichkeit ein Streit um eine sogenannte „Kuschelpädagogik“ entbrannt war, in dessen Verlauf einige Journalisten und Politiker massive Schulkritik übten. Albert Wunsch trug zu diesem Streit mit der These bei, dass für aktuelle schulische Missstände insbesondere das „Erbe der 68er-Ideologie“ verantwortlich sei. In seinem Buch geht es dann jedoch gar nicht um eine Auseinandersetzung mit erziehungswissenschaftlichen Konzepten, sondern vielmehr um Gesellschaftskritik und Kritik an der aktuellen Elternhauserziehung.
Die letzte Ursache der in dem Buch dargestellten gesellschaftlichen Missstände sieht Wunsch in der Säkularisierung der modernen Welt. Die Abwendung von Gott und den christlichen Grundsätzen habe zu einem „sich rasant ausbreitenden Nihilismus“ geführt. Während die jüdische amerikanische Psychologin und Familientherapeutin Wendy Mogel, die in ihrem Buch The Blessings of a Skinned Knee ganz ähnliche Erziehungsprobleme behandelt, nicht gezögert hat, ihre Erziehungsphilosophie konsequent auf die Grundsätze ihres Glaubens zu stellen, hat Wunsch in seinem Buch auf eine zusammenhängende christliche Fundierung verzichtet. Für eine christliche Erziehung bietet das Buch insofern keine Anleitung.
Wunschs Plädoyer für eine „Persönlichkeitsbildung“ überschneidet sich auch mit den Einsichten der modernen Charaktersoziologie, einem Forschungsfeld, das in den Vereinigten Staaten seit den 1990er Jahren durch die Positive Psychologie an Bedeutung gewonnen hat, zu dem aber auch Sozialtheoretiker wie James Q. Wilson und Amitai Etzioni und Entwicklungspsychologen, Therapeuten und Pädagogen wie Thomas Lickona und Michele Borba beigetragen haben. Wunsch erwähnt deren Erkenntnisse in seinem Buch nicht.
Ein weiteres wissenschaftliches Konzept, das die von Wunsch genannten erzieherischen Desiderate zentral behandelt, ist das der emotionalen Intelligenz. John D. Mayer und Peter Salovey haben dieses auf Howard Gardners Theorie der multiplen Intelligenzen basierende theoretische Konstrukt in den 1990er Jahren entwickelt. Popularisiert wurde es 1995 durch Daniel Golemans Bestseller EQ. Emotionale Intelligenz. Wunsch spricht das Thema „personale“ bzw. „emotionale Kompetenz“ in seinem Buch durchaus an, bringt es jedoch nur mit Ingmar Bergman und der umstrittenen Jirina Prekop zusammen, während Verweise auf die sehr viel einschlägigeren amerikanischen Autoren wiederum fehlen.
Auch auf eine Auseinandersetzung mit anderen in Deutschland viel gelesenen Erziehungsbuchautoren ‒ wie Jan-Uwe Rogge und Jesper Juul ‒ wird in dem Buch weitgehend verzichtet.

## Ausgabe
- Albert Wunsch: Abschied von der Spaßpädagogik. Für einen Kurswechsel in der Erziehung. 4. Auflage. Kösel, München 2007, ISBN 978-3-466-30619-0. Gebundene Ausgabe

## Weblink
- Erziehungsexperte Albert Wunsch fordert den Abschied von der Spaßpädagogik Interview der Münchner Kirchenzeitung mit dem Autor